# 註釈学派 (フランス法)
註釈学派（ちゅうしゃくがくは、Ecole de l'Exègèse）とは、フランスの法学者の一派。

## 概要
19世紀のフランス法学において一世を風靡した学派である。ナポレオンが制定したフランス民法典を中核として整備された実定諸法典を自然法の現れであるとして絶対視し、慣習法・判例法・条理といった不文法を一切排除し、その解釈においても厳格な立法者意思に従って解釈することを至上命令とした（立法者意思説）。
これは、裁判官の恣意的な法の解釈適用を許さず法規に拘束することで、モンテスキューが警告したような、国家権力による裁判権の濫用というアンシャン・レジームの克服を目指したもので、大陸法における近代法学の基本的原則の確立に大きく寄与すると共に、19世紀の経済的自由主義の時代に一定の歴史的意義を果たした。
反面、判例・慣習はもとより、比較法・法制史・法哲学・法社会学などをほとんど無視するという、極めて硬直し偏った法学であったため、ナポレオン民法が時代遅れとなった19世紀の末から本格的に批判され始め、イェーリングに触発されて、必ずしも法文の文理のみに囚われるべきでないとするジェニー（François Gény）やサレイユ（Raymond Saleilles）らの自由法論（科学主義、進化的解釈）が台頭してフランス民法の実務を支配することになる。

## 日本への影響
日本民法典の起草者である富井政章、梅謙次郎がフランスで学んだのはこの註釈学派であった。梅は法学の基礎教育を日本で既に修了しており、フランスの博士課程で主体的に学習したために、フランス法学に対して一定の評価を与えているのに対し、富井が受けたのは硬直した典型的な註釈学派による教育であった。このため富井に大きな失望を与え、富井自身は完全にフランス法系の出自であったにもかかわらず、日本民法典の起草に際してほとんどドイツ民法（正確にはその草案）一辺倒というほどの立場となる。
同じく日本民法典の起草者である穂積陳重もまた註釈学派の硬直性を批判しており、フランス民法典が時代遅れになってきていた事情もあって、日本民法典は総じてフランス民法から大きく離れ、ドイツ民法の思想を大幅に取り入れて起草されたものとなった。
そもそも、旧民法の主要な起草者であり、教育者として日本近代法学の確立に重大な貢献をしたボアソナード自身も自然法論者ながらも比較法への関心が高く、ある場合には実体法の規定を批判するなど典型的な註釈学派であったとはいえなかった。
憲法・民事訴訟法・商法・刑法等の諸法典もまたドイツ法の大きな影響の下制定されたこともあり、これらのことから日本におけるフランス註釈学派の影響は消極的なものにとどまる。その後フランス法解釈学は、自由法論の台頭によって再評価されることになる。